# Money to Loan
Money to Loan  è un cortometraggio del 1939 diretto da Joseph M. Newman.

## Produzione
Il cortometraggio fa parte della serie cinematografica Crime Does Not Pay, cortometraggio n.21, per questo è conosciuto anche con il titolo alternativo: Crime Does Not Pay No. 21: Money to Loan.